# Frostwire
Frostwire, stiliserat som FrostWire, är ett fildelningsprogram som till stor del liknar Limewire, både till gränssnitt och sökmetoder. Till skillnad från Limewire är programmet inte lika drabbat av exempelvis trojaner, men själva Frostwire innehåller Adware.
Programmet använder sig av Gnutella-nätverket och är kostnadsfritt.

## Funktioner
- Precis som med Limewire, så är Frostwire skrivet i Java, och stöder därför ett flertal olika plattformar.
- Medan Limewire finns tillgänglig i både en gratis-variant och en betal-variant, så finns Frostwire endast tillgänglig i en gratis variant. I Windows-varianten medföljer verktygsfältet Ask.com. Frostwire innehåller mycket av den funktionaliteten som finns i Limewires gratis-variant samt några funktioner från Limewire Pro.
- Frostwire inkluderar ett chattrum, vilket saknas i Limewire. Däremot inkluderar Limewire en snabbmeddelande klient som använder XMPP protokollet, vilket gör att användaren kan dela med sig av filer med enskilda vänner i klienten. Denna funktionen finns inte i Frostwire. Från och med utgåva 4.13.1.7 visar chattrummet annonser för att kunna hjälpa till att betala för de servrar som behövs för att hålla det i drift.
- Anslutningarna är som standard krypterade med hjälp av TLS, såvida inte man inaktiverar krypteringen under inställningar.[1]
- Frostwires Bittorrent-motor drivs av Azureus teknologi från och med utgåva 4.20.1[2]

## Teman
Frostwire installeras med en hel del teman. Temat som är förvalt är det som visas på bilden här intill (Frostwire-temat), men det finns fler teman och däribland ett som gör programmet identiskt med Limewire.